# 上水南町
上水南町（じょうすいみなみちょう）は、東京都小平市の町名。現行行政地名は上水南町一丁目から上水南町四丁目。住居表示実施区域。郵便番号は187-0021。

## 地理
小平市南部に位置する。北西は学園西町、北は喜平町及び回田町、南東は小金井市貫井北町、南は国分寺市本多、西は上水本町に隣接する。町内は主に住宅地として利用される。

### 地価
住宅地の地価は、2017年（平成29年）の公示地価によれば、上水南町1-20-16の地点で26万3000円/m2となっている。

## 歴史

### 地名の由来
町名は、玉川上水から来ている。

## 世帯数と人口
2018年（平成30年）1月1日現在の世帯数と人口は以下の通りである。
| 丁目           | 世帯数    | 人口    |
| -------------- | --------- | ------- |
| 上水南町一丁目 | 904世帯   | 2,054人 |
| 上水南町二丁目 | 1,141世帯 | 2,407人 |
| 上水南町三丁目 | 1,251世帯 | 2,903人 |
| 上水南町四丁目 | 491世帯   | 1,067人 |
| 計             | 3,787世帯 | 8,431人 |

## 小・中学校の学区
市立小・中学校に通う場合、学区は以下の通りとなる。
| 丁目           | 番地   | 小学校                 | 中学校             |
| -------------- | ------ | ---------------------- | ------------------ |
| 上水南町一丁目 | 全域   | 小平市立小平第十小学校 | 小平市立上水中学校 |
| 上水南町二丁目 | 1番    | 小平市立小平第十小学校 | 小平市立上水中学校 |
| 上水南町二丁目 | その他 | 小平市立小平第三小学校 | 小平市立上水中学校 |
| 上水南町三丁目 | 全域   | 小平市立小平第三小学校 | 小平市立上水中学校 |
| 上水南町四丁目 | 全域   | 小平市立小平第三小学校 | 小平市立上水中学校 |

## 交通

### 鉄道
- 西武多摩湖線が西端を通っているが、駅は設置されていない。

### バス
喜平橋など複数のバス停が存在しており、国分寺駅、武蔵小金井駅へのアクセスに利用されている。

### 道路
- 東京都道7号杉並あきる野線（五日市街道）
- 東京都道133号小川山府中線（国分寺街道）

## 施設
- 小平市立上水中学校
- 文化女子大学小平キャンパス
- （私立）サレジオ中学校・サレジオ小学校 - 住所は小平市上水南町四丁目だが、敷地の一部が小金井市貫井北町三丁目にまたがっている。
- 東京学芸大学 - 住所は小金井市貫井北町四丁目だが、敷地の一部が小平市上水南町四丁目にまたがっている。
- オリンピック小金井店 - ここも住所は小金井市貫井北町四丁目だが、敷地の一部が小平市上水南町四丁目にまたがっている。